# Milpoš
Milpoš este o comună slovacă, aflată în districtul Sabinov din regiunea Prešov, pe malul râului Milpošský potok⁠(d). Localitatea se află la altitudinea de 495 m deasupra n.m., se întinde pe o suprafață de 11,08 km2 și în 2017 număra 668 de locuitori.

## Demografie
| An:                | 1994 | 2004   | 2014   | 2024   |
| ------------------ | ---- | ------ | ------ | ------ |
| Număr de persoane: | 618  | 663    | 694    | 657    |
| Diferență:         |      | +7,28% | +4,67% | −5,33% |

| An:                | 2023 | 2024   |
| ------------------ | ---- | ------ |
| Număr de persoane: | 649  | 657    |
| Diferență:         |      | +1,23% |